# Rancho San Diego
Rancho San Diego ist ein census-designated place (CDP) im San Diego County im US-Bundesstaat Kalifornien. Das U.S. Census Bureau hat bei der Volkszählung 2020 eine Einwohnerzahl von 21.858 ermittelt. Das Stadtgebiet hat eine Größe von 23,0 km². Durch Rancho San Diego verlaufen die California State Routes 54 und 94.